# 国防工业出版社
国防工业出版社是中华人民共和国的一家出版社，成立于1954年，社址位于北京市。

## 历史沿革
1954年11月11日成立。原由中华人民共和国第三机械工业部代管，1980年1月划归国务院国防工业办公室领导，1982年底隶属国防科学技术工业委员会。